# Linia kolejowa nr 417
Linia kolejowa nr 417 – częściowo istniejąca, niezelektryfikowana, jednotorowa linia kolejowa znaczenia miejscowego łącząca stację Szczecin Dąbie z bocznicą szlakową SEC. Pierwotnie linia kończyła się w miejscowości Sobieradz. Do 2010 roku całkowicie zlikwidowano torowisko od rozjazdu prowadzącego do ciepłowni SEC w Kijewie do Sobieradza i pozostał tylko fragment od stacji Szczecin Dąbie do bocznicy szlakowej SEC. Od dnia 23 lipca do listopada 2013 linia była nieprzejezdna w związku z budową tunelu dla pieszych prowadzącego do pętli „Turkusowa” w ramach budowy Szczecińskiego Szybkiego Tramwaju.